# Các tổ chức tài chính trung gian
Các tổ chức tài chính trung gian là các tổ chức tài chính thực hiện chức năng dẫn vốn từ người có vốn tới người cần vốn. Tuy nhiên không như dạng tài chính trực tiếp người cần vốn và người có vốn trao đổi trực tiếp với nhau ở thị trường tài chính, các trung gian tài chính thực hiện sự dẫn vốn thông qua một cầu nối nghĩa là người người cần vốn muốn có được vốn phải thông qua người thứ ba, đó chính là các tổ chức tài chính gián tiếp hay các tổ chức tài chính trung gian. Các tổ chức tài chính trung gian có thể là các ngân hàng, các hiệp hội cho vay, các liên hiệp tín dụng, các công ty bảo hiểm, các công ty tài chính.

## Chức năng

### Chức năng tạo vốn
Các trung gian tài chính huy động vốn nhàn rỗi trong nền kinh tế, hình thành các quỹ tiền tệ tập trung. Bằng cách trả lãi suất, các trung gian tài chính đem lại lợi ích cho người có tiền tiết kiệm và đồng thời cũng làm lợi cho chính mình trong giai đoạn cung ứng vốn.

### Chức năng cung ứng vốn
Trong nền kinh tế thị trường, người cần vốn là các doanh nghiệp, các tổ chức kinh doanh trong và ngoài nước. Tổ chức tài chính trung gian sẽ đáp ứng đầy đủ, kịp thời nhu cầu vốn và nhận được một khoản lợi nhất định thông qua việc cho vay với lãi suất cho vay lớn hơn lãi suất các tổ chức này trả cho người tiết kiệm.

### Chức năng kiểm soát
Các tổ chức trung gian sẽ kiểm soát nhằm giảm tới mức tối thiểu sự rủi ro bằng cách thường xuyên hoặc định kỳ kiểm soát trước khi cho vay, trong và sau khi cho các doanh nghiệp vay vốn.
Tác dụng của chức năng kiểm soát:kiểm soát hoạt động huy động vốn đảm bảo cung ứng đủ vốn cho hoạt động kinh doanh của doanh nghiệp

## Các tổ chức tài chính trung gian

### Công ty bảo hiểm
công ty bảo hiểm là một tổ chức tài chính có nhiệm vụ cung cấp các hợp đồng bảo hiểm cho các hộ gia đình và doanh nghiệp nhằm giảm bớt rủi ro ảnh hưởng tới hoạt động sản xuất và cuộc sống của họ.
+ Tài sản nợ: hợp đồng bảo hiểm
+ Tài sản có: tiền được ký quỹ tại ngân hàng, tiền gửi không kỳ hạn và có kỳ hạn, bất động sản, trái phiếu, cổ phiếu, khoản cho vay.